# Tatame

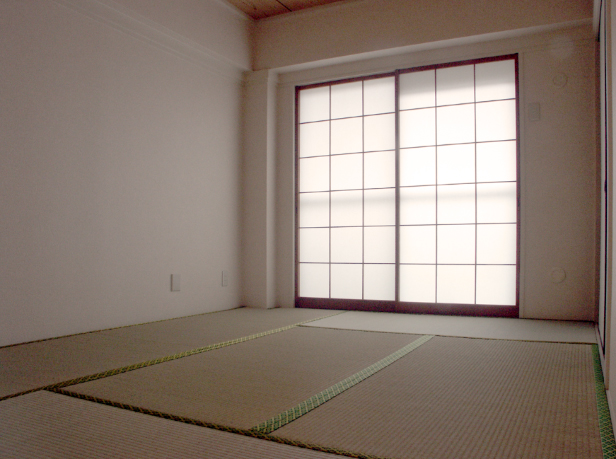
Sala de seis tatames.

Tatame ou Tatami (em japonês: 畳; transl. tatami) são tapetes suaves usados como material de piso em divisões de estilo tradicional japonês. São feitos em tamanhos padrão, o dobro do comprimento da largura, cerca de 0,9 por 1,8 metros, dependendo da região. Nas artes marciais, o tatami é usado para treinar num dojo e para competição.

Os tatamis são cobertos com uma trama de junco-solto (藺草, igusa) sobre uma urdidura de cânhamo ou algodão mais fraco. Há quatro urdumes por trama, dois em cada extremidade (ou às vezes dois por trama, um em cada extremidade, para reduzir custos). O doko (núcleo) é tradicionalmente feito de palha de arroz costurada, mas os tatamis contemporâneos às vezes têm tábuas de madeira comprimida ou espuma de poliestireno extrudado nos seus núcleos, em vez disso ou também. Os lados longos são geralmente arestados (縁, heri) com brocado ou tecido simples, embora alguns tatamis não tenham orlas.

Construção
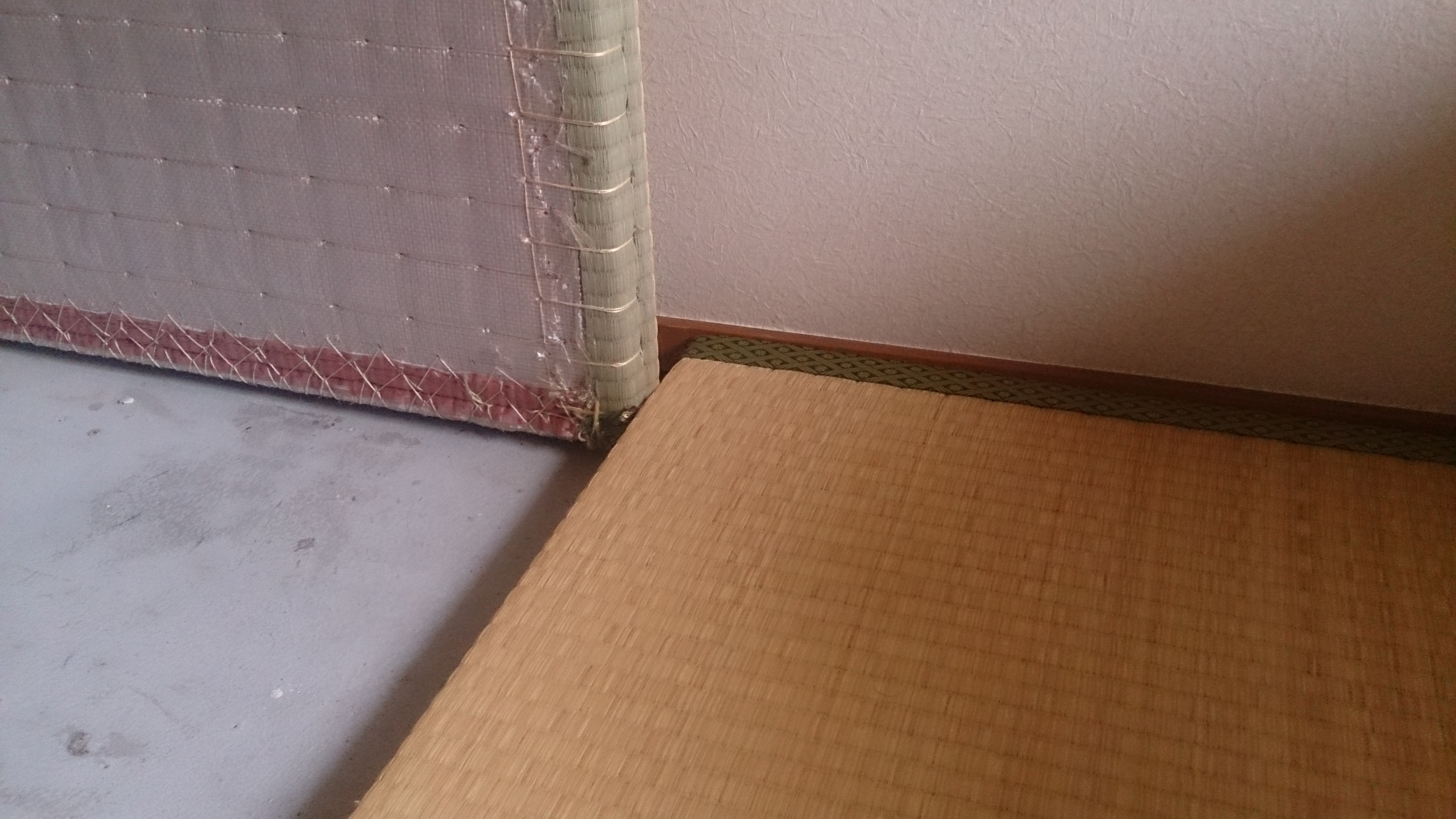
Costura à máquina de tatami
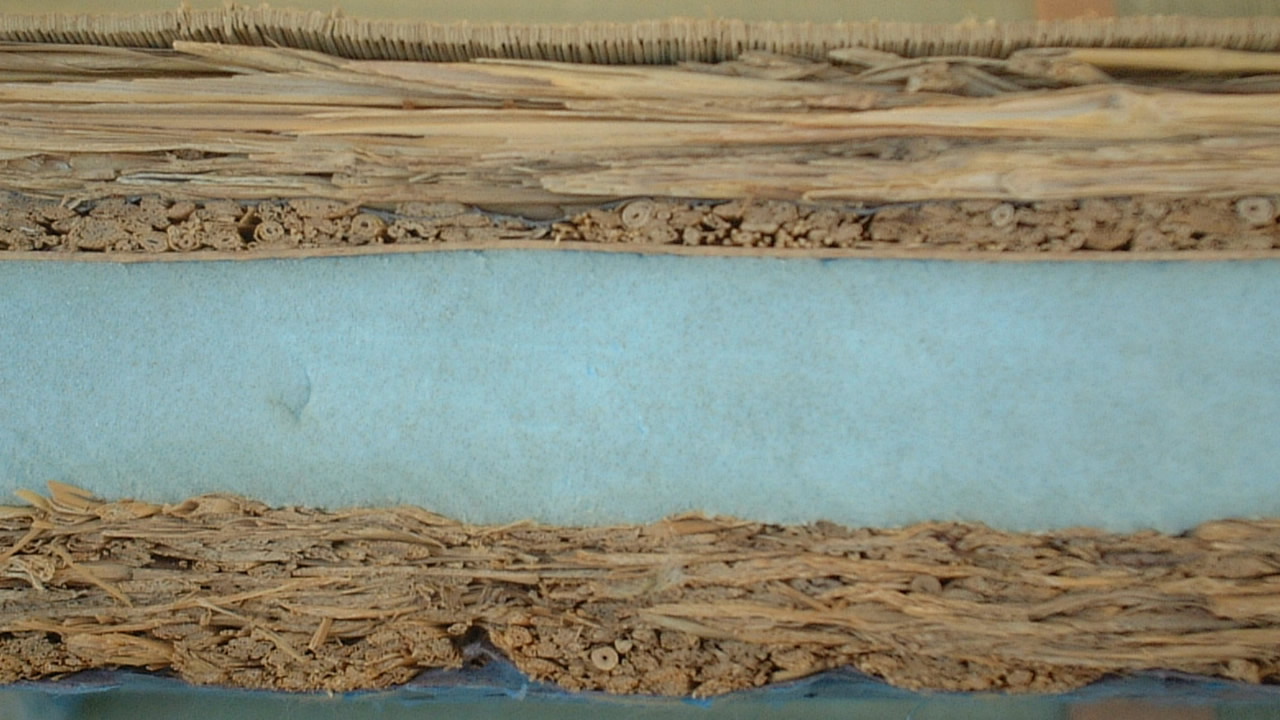
Corte transversal de um tatami moderno com núcleo de espuma de poliestireno extrudado.
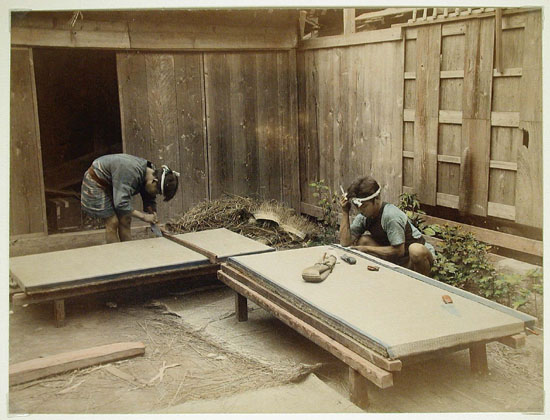
Fabrico de tatamis, final do século XIX.
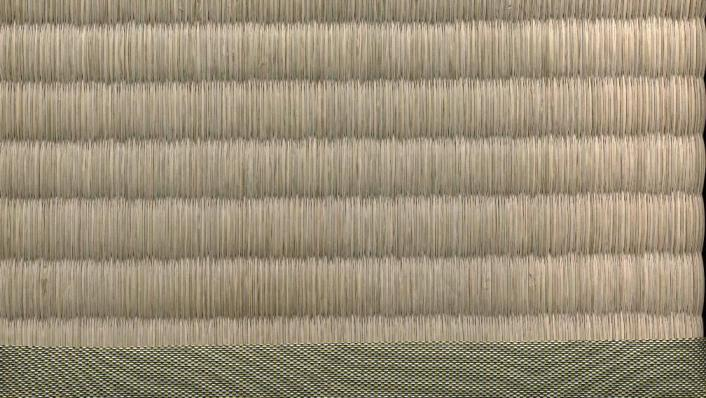
Superfície do tapete e bordas.

## História
O termo tatami é derivado do verbo tatamu (畳む), que significa "dobrar" ou "empilhar". Isto indica que os primeiros tatamis eram finos e podiam ser dobrados quando não eram usados ou empilhados em camadas.
O tatami era originalmente um artigo de luxo para a nobreza. As classes mais baixas tinham pisos de terra cobertos de tapetes. Durante o período Heian, quando o estilo arquitetónico shinden-zukuri das residências aristocráticas foi consumado, o piso das salas palacianas shinden-zukuri era principalmente de madeira, e os tatamis eram usados como assentos apenas para os mais altos aristocratas.
No período Kamakura, surgiu o estilo arquitetónico shoin-zukuri de residência para os samurais e sacerdotes que conquistaram poder. Este estilo arquitetónico atingiu o seu auge de desenvolvimento no período Muromachi, quando o tatami gradualmente se espalhou por divisões inteiras, começando pelas pequenas divisões. Pisos completamente cobertos com tatami passaram a ser conhecidos como zashiki (座敷) , lit.  "estendido para sentar", e as regras relativas aos assentos e à etiqueta determinavam a disposição dos tatamis nas divisões.
Antes de meados do século XVI, a nobreza governante e os samurais dormiam em tatamis ou tapetes de vime chamadas goza (茣蓙), enquanto que os plebeus usavam tapetes de palha ou palha solta como cama. Os tatamis foram gradualmente popularizados e chegaram às casas dos plebeus no final do século XVII.

As casas construídas no Japão hoje em dia geralmente têm poucas ou nenhumas divisões com piso de tatami. É comum ter apenas uma divisão assim. Quartos com piso de tatami e outras características arquitetónicas tradicionais são chamados de nihonma ou washitsu  ("divisões de estilo japonês").[carece de fontes?]

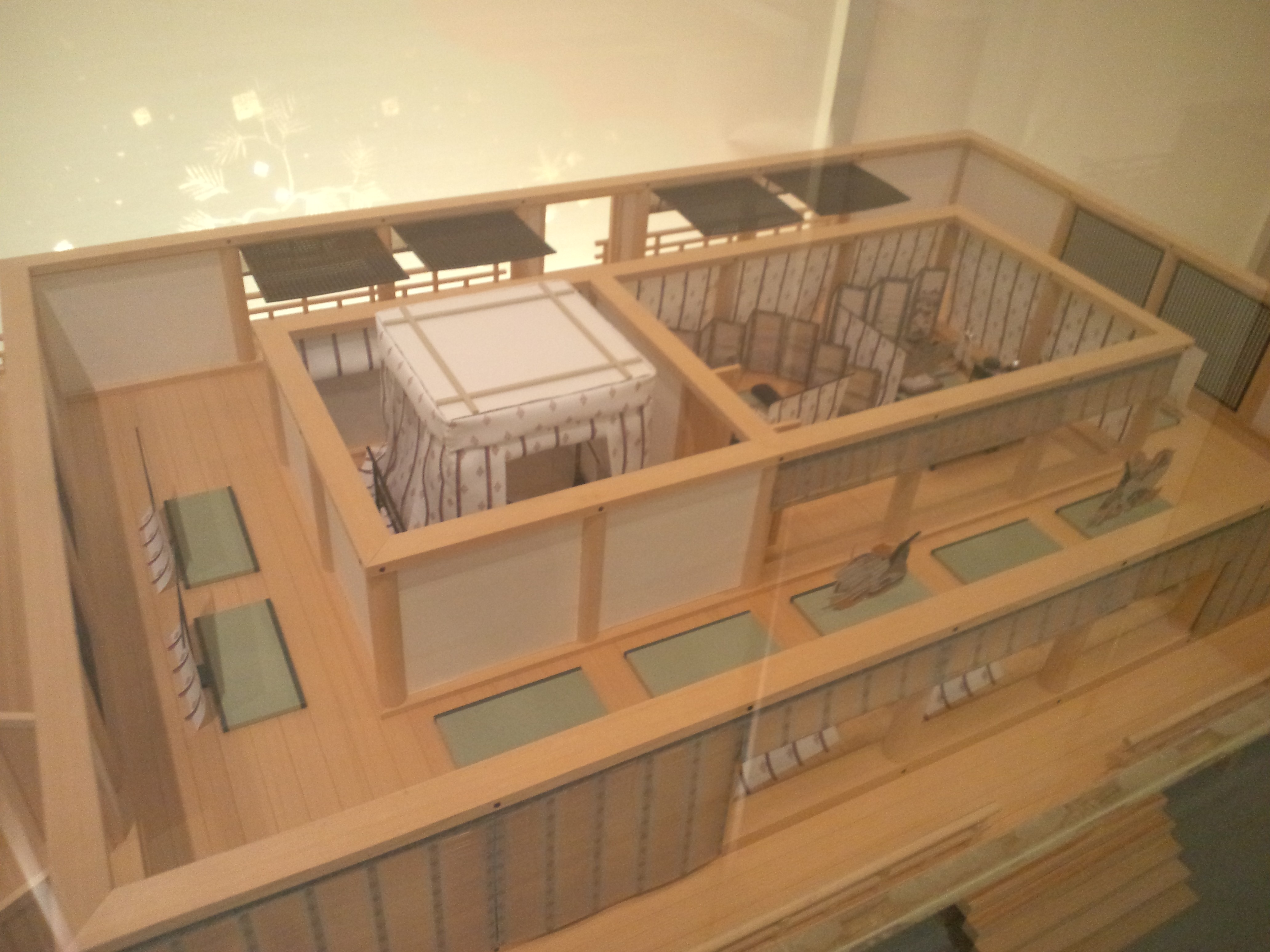
Tatami verde num modelo de museu do palácio Saikū no século IX.
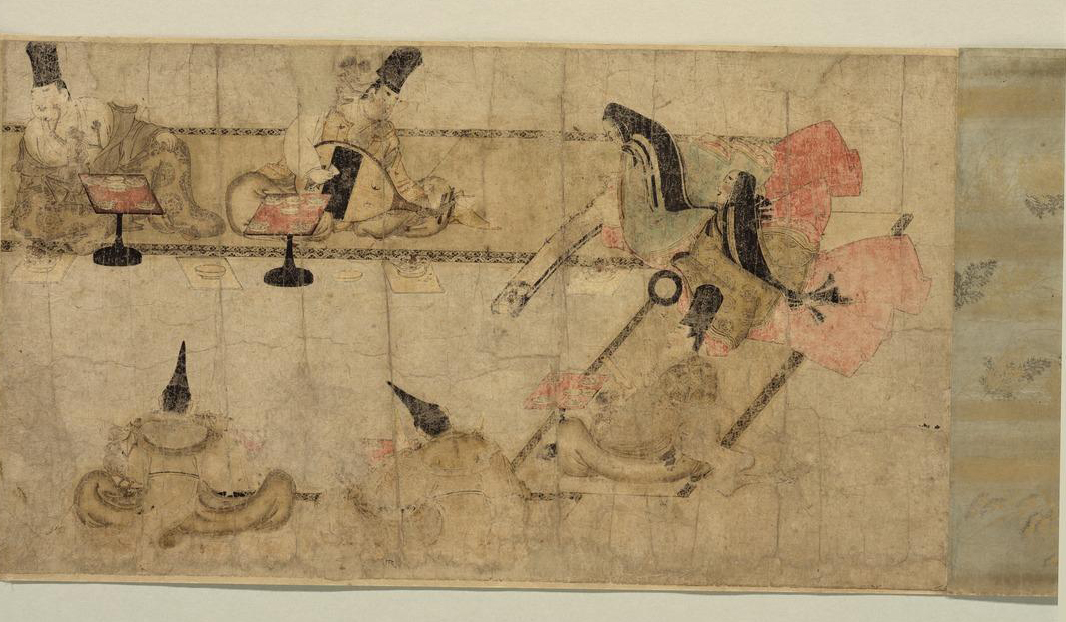
Cortesãos a fazer música, por volta de 1150-1200.
Como um estrado, ~século XIII.
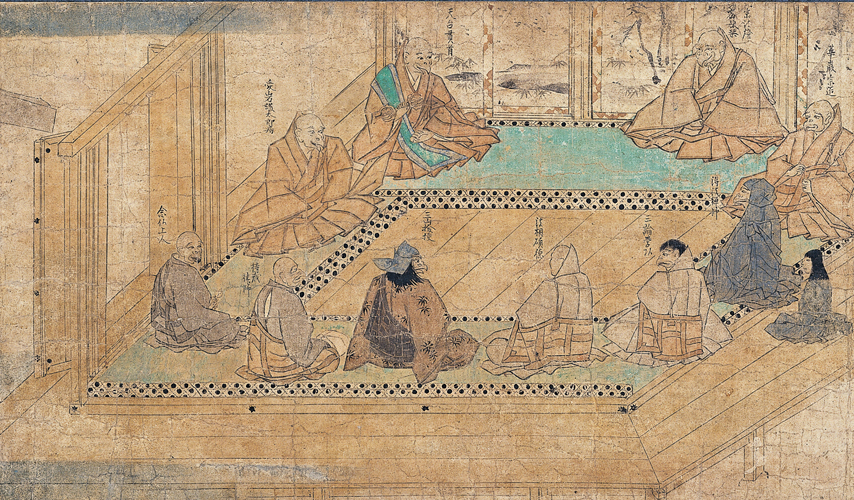
Um piso quase completamente coberto numa ilustração desenhada em 1296.
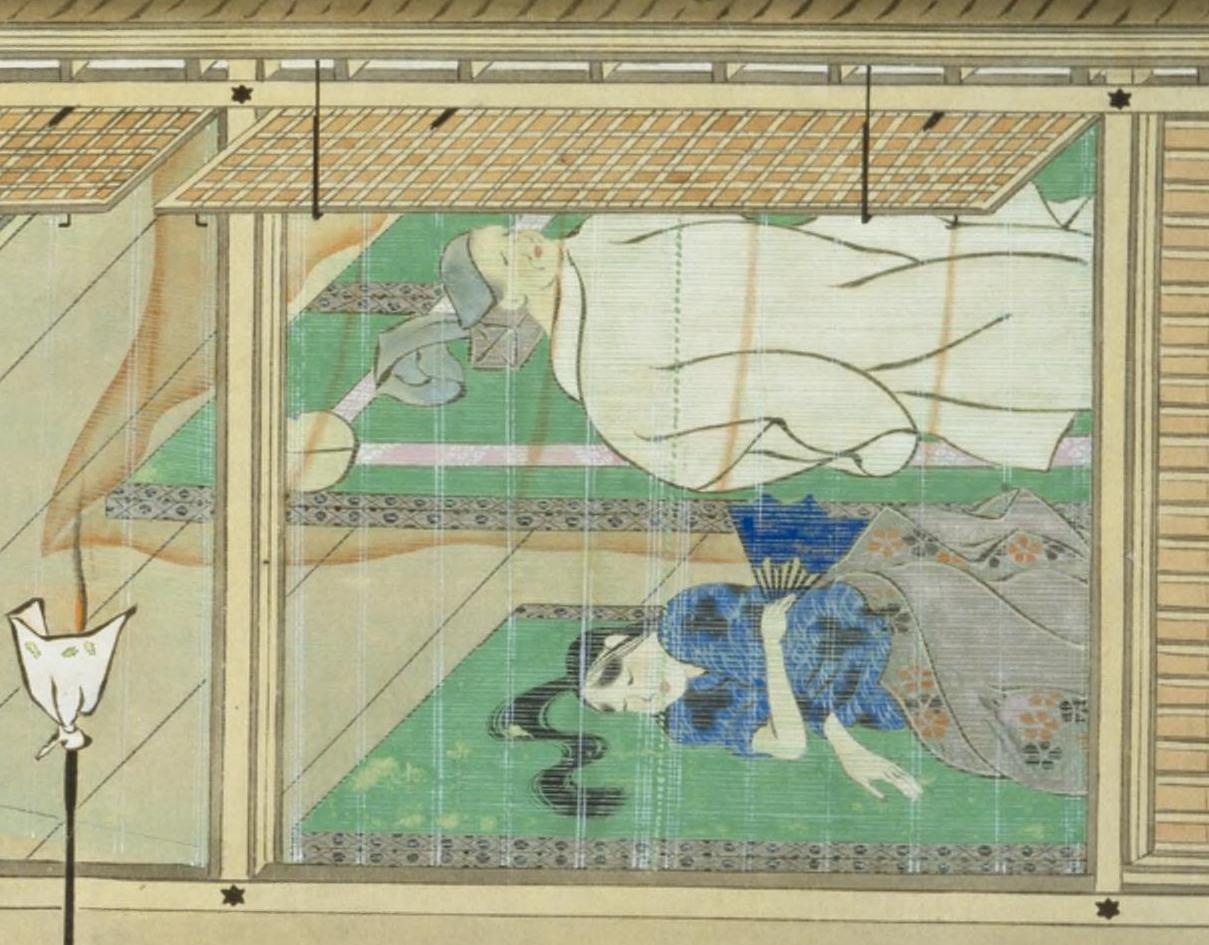
Tatami sendo usado como esteiras de dormir, 1309 (ver futon).

## Tamanho
Os tatamis podem ser categorizados pelo seu tamanho, correlacionado ao seu local de origem:[carece de fontes?]
- Tatami Kyōma (京間): 1,91 por 0,955 metros, com origem em Quioto.
- Tatami Chūkyōma (中京間): 1,82 por 0,91 metros, também chamado de tatami Ainoma (合の間, lit. “tamanho “intermédio), com origem em Nagoia.
- Tatami Edoma (江戸間): 1,76 por 0,88 metros, também chamado de tatami Kantōma (関東間), com origem em Tóquio.

Em termos de unidades de comprimento tradicionais japonesas, um tatami mede 1 por 0,5 ken, ou equivalentemente 6 por 3 shaku. O comprimento dessas unidades varia regionalmente, o que levou diferentes regiões a desenvolver convenções separadas de tamanho de tatami. Um shaku tem aproximadamente o mesmo comprimento de um pé no sistema de medidas britânico-americano. Quanto à espessura, 5.5 cm (2.2 in) é a média para o tatami Kyōma, enquanto que 6.0 cm (2.4 in) é a norma para o tatami Edoma.
Um meio tapete é chamado de hanjō (半畳), e um tapete de três quartos de comprimento é chamado de daimedatami (大目畳 ou台目畳), que é usado em salas de cerimónia de chá (chashitsu).
No Japão, o tamanho de uma divisão é geralmente medido em relação ao tamanho dos tapetes de tatami (-畳, -jō), cerca de 1,652 m2 para um tatami padrão do tamanho de Nagoia. Alternativamente, em termos de unidades de área tradicionais japonesas, a área da divisão (e especialmente a área do piso da casa) é medida em termos de tsubo, onde um tsubo é a área de dois tatamis (formando um quadrado); formalmente 1 por 1 ken ou cerca de 3,306 m2.[carece de fontes?]
Alguns tamanhos comuns de divisões na região de Nagoia são:[carece de fontes?]
- 4+1⁄2 tapetes = 9 shaku × 9 shaku ≈ 2,73 m x 2,73 m
- 6 tapetes = 12 shaku × 9 shaku ≈ 3,64 m x 2,73 m
- 8 tapetes = 12 shaku × 12 shaku ≈ 3,64 x 3,64 m

As lojas eram tradicionalmente projetadas para terem 5+1⁄2 tapetes e salas de chá japonesas têm  frequentemente 4+1⁄2tapetes.
Outro formato é o tatami Ryūkyū (琉球), originário das Ilhas Ryūkyū, que é quadrado e pode ter várias medidas. Os tatamis Ryūkyū não têm fronteiras e tornaram-se populares nos tempos modernos pela sua simplicidade.

## Disposição
Existem regras relativas ao número de tatamis e a sua disposição numa sala. No período Edo, os arranjos de tatami "auspiciosos" (祝儀敷き, shūgijiki) e "inauspiciosos" (不祝儀敷き, fushūgijiki) eram distintamente diferenciados, com o tatami reorganizado dependendo da ocasião. Na prática moderna, a disposição "auspiciosa" é normalmente usada. Neste arranjo, as junções do tatami formam um formato de "T"; no arranjo "inauspicioso", os tatamis estão num padrão de grelha onde as junções formam um formato de "+". Um revestimento auspicioso geralmente requer o uso de 1⁄2 tapetes para revestir uma sala. É NP-completo determinar se uma sala grande tem um arranjo auspicioso usando apenas tapetes completos.

Uma disposição desfavorável era usada para evitar má sorte em eventos desfavoráveis, como funerais. Agora é amplamente associada à má sorte e é evitada.

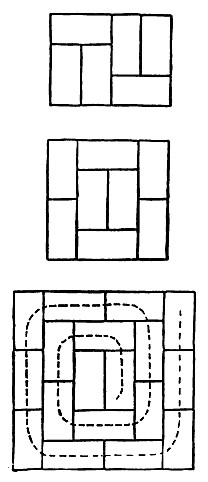
Algumas disposições auspiciosas do início de 1800 (período Edo).
Uma possível disposição auspiciosa de uma sala de tapetes.
Disposição típica de uma  sala de chá mate na estação fria, quando a lareira embutida no chão está em uso. A sala tem um tokonoma e uma mizuya dōko.
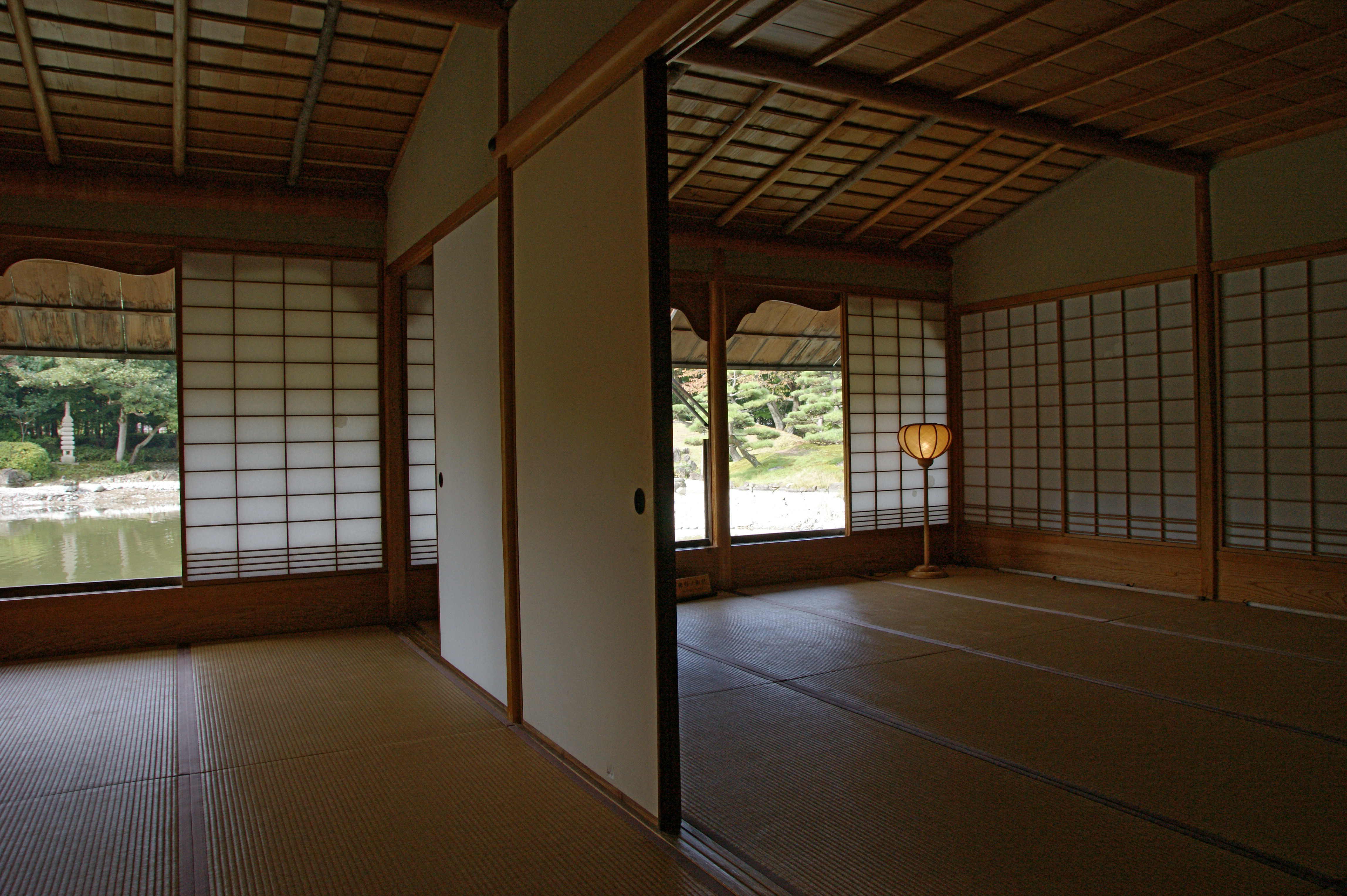
Quarto com piso de tatami numa disposição desfavorável e portas de papel (shōji).
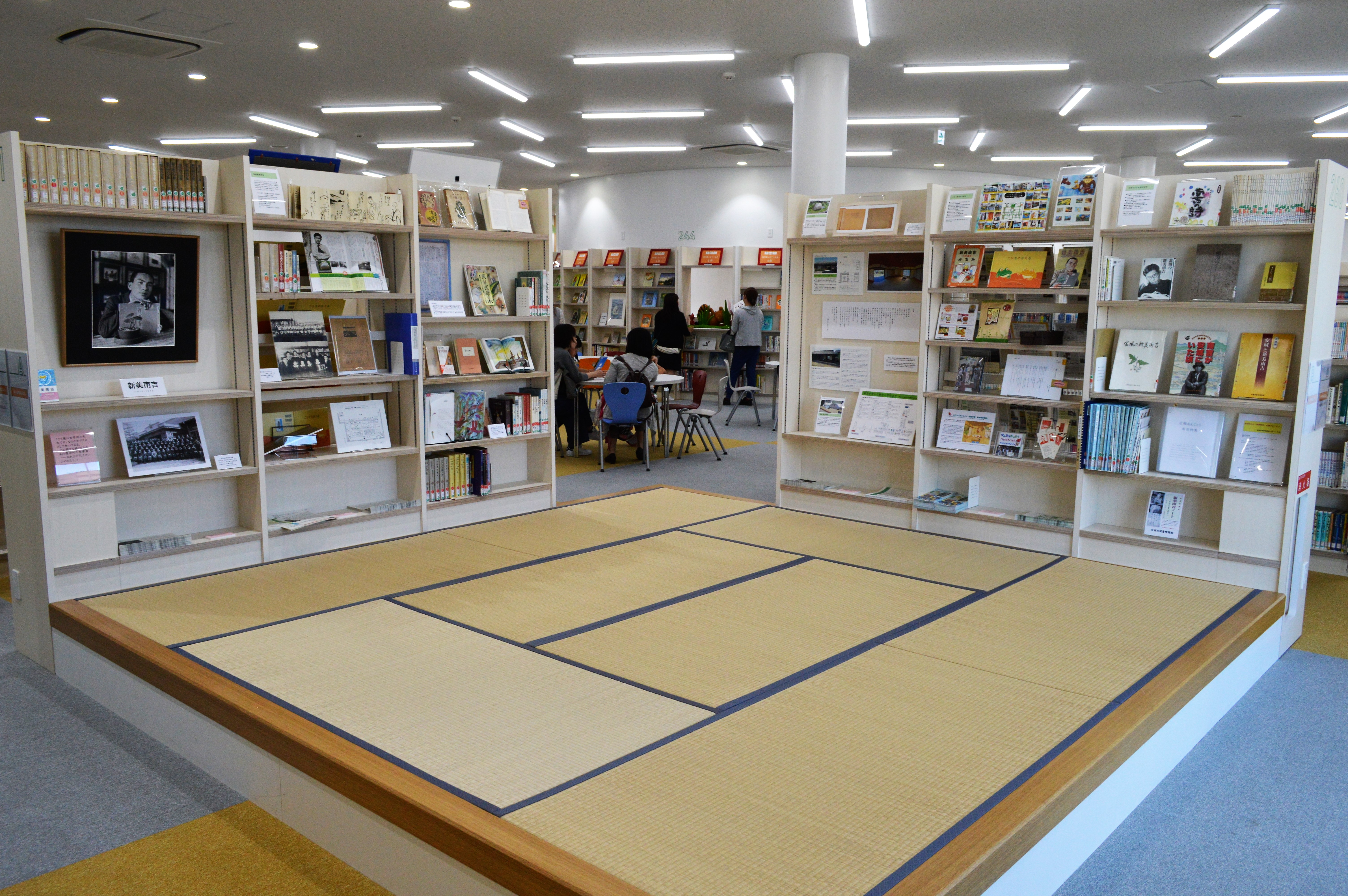
Uma disposição auspiciosa.
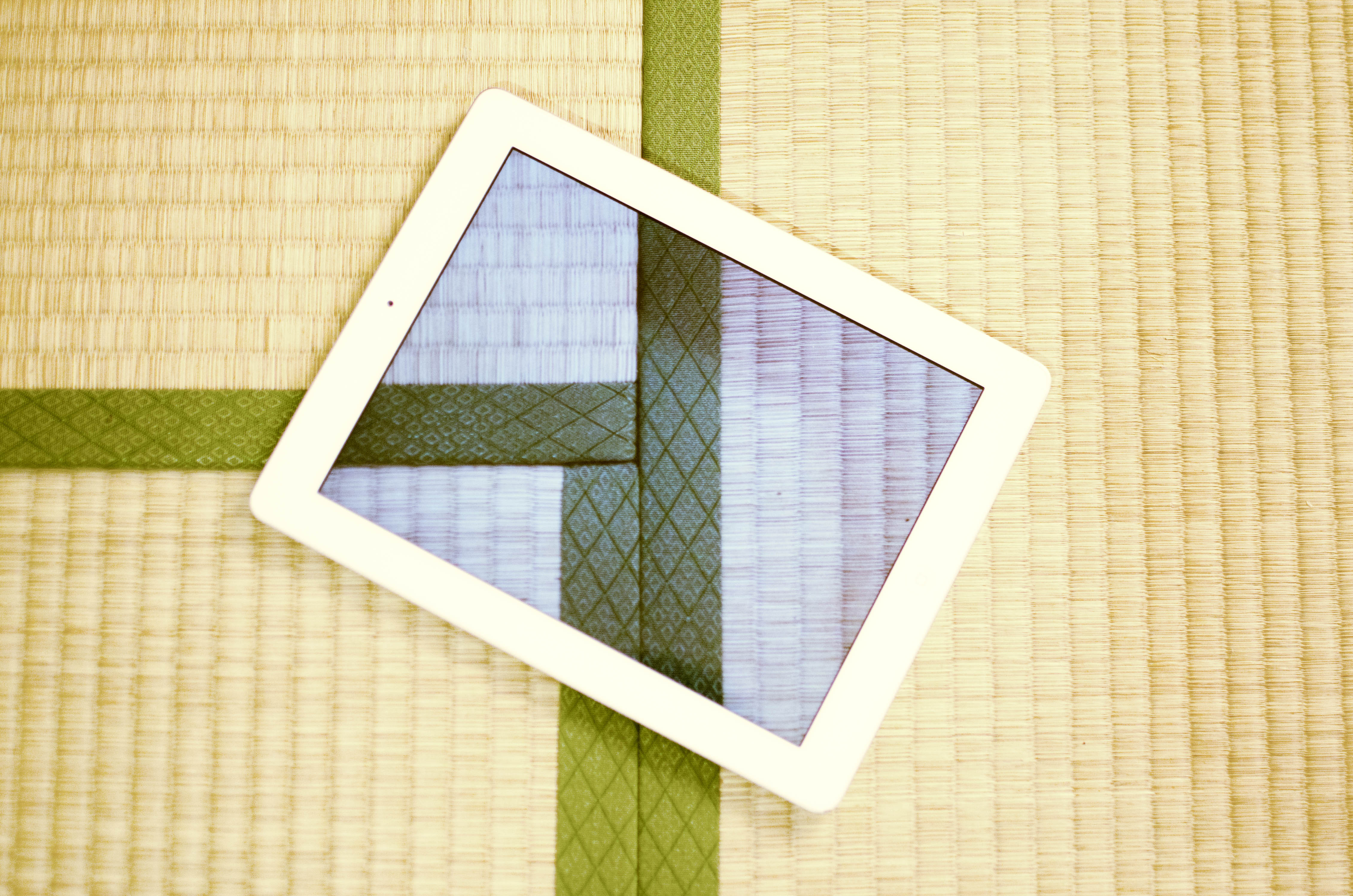
Forma de "T".
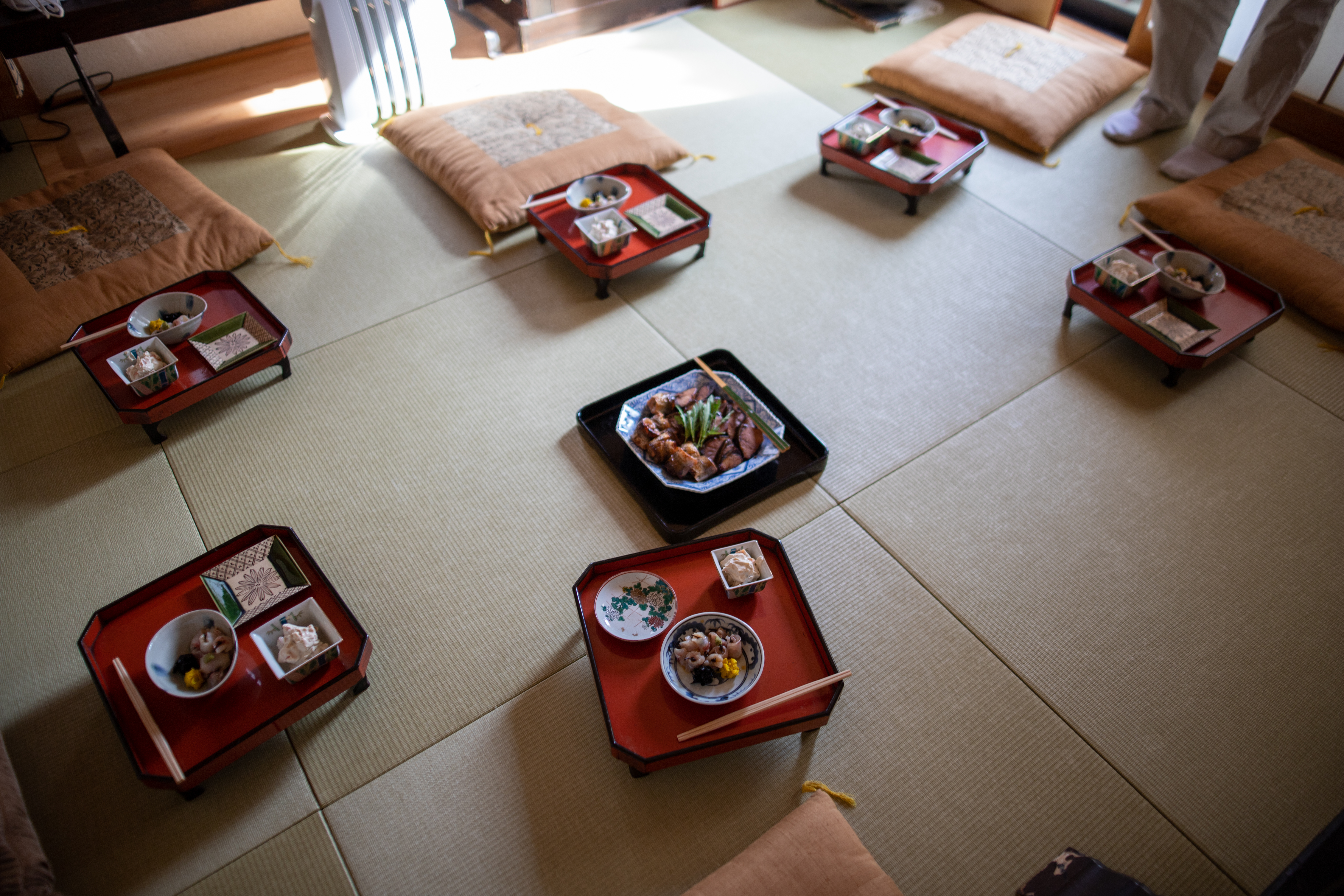
Os tatamis Ryūkyū são quadrados e sem bordas.

## Tatame em artes marciais
Tatami (ou shiai-jô) é usado como designação para o local revestido com o piso homônimo, onde se praticam artes marciais como o judô, o karatê, o jiu-jitsu, o aikido, o hapkido, o taekwondo e outras.
Ele possui dimensões e rigidez específicas para cada arte marcial e limites que não devem ser ultrapassados no decorrer da luta, sob ameaça de punição.
O tatame é capaz de absorver impactos "ukemi" protegendo os praticantes durante as quedas, sendo firme à pisada de modo a não prejudicar a movimentação.
- Tamanho padrão: 180 cm x 90 cm x 5,5 cm [carece de fontes?]

Também é indicado para a correção da coluna, por massagistas e médicos em geral; na decoração em estilo oriental; na prática de ioga, meditação, relaxamento e tratamentos anti-stress.
Para maior praticidade, nas academias são usados tatame sintéticos de E.V.A. (etil vinil acetato).[carece de fontes?]
Os praticantes de combates marciais deste género combatem descalços e os moradores da residência e os seus visitantes devem-se descalçar, por questões de respeito e higiene.